# Podolobium
Podolobium es un género de plantas con flores con 17 especies perteneciente a la familia Fabaceae. Es originario de Australia.

## Especies
- Podolobium aciculare
- Podolobium aciculiferum
- Podolobium alpestre
- Podolobium aquifolium
- Podolobium aestivum
- Podolobium berberifolium
- Podolobium bidwellianum
- Podolobium coriaceum
- Podolobium heterophyllum
- Podolobium humifusum
- Podolobium ilicifolium
- Podolobium obovatum
- Podolobium procumbens
- Podolobium scandens
- Podolobium sericeum
- Podolobium staurophyllum
- Podolobium trilobatum